# 今村哲也 (知的財産法学者)
今村 哲也（いまむら てつや）は、知的財産法を専門とする日本の法学者。明治大学情報コミュニケーション学部教授 (2019年10月 - )、早稲田大学大学院法学研究科非常勤講師 (2013年9月 - )。著作権を司る文化庁が主宰する文化審議会著作権分科会の国際小委員会 (2014年7月 - )、および法制・基本問題小委員会 (2014年7月 - ) にてそれぞれ専門委員を務めている。日本工業所有権法学会所属 (常務理事)、および著作権法学会所属 (監事)。

## 略歴
1999年、早稲田大学法学部卒業 (法学学士)、2003年、同大学大学院法学研究科修士課程修了 (法学修士)、2009年、同大学大学院法学研究科博士課程 (法学博士)。博士論文では知的財産権の一部である地理的表示に関し、国際比較を行った。
2010年4月より、明治大学情報コミュニケーション学部にて准教授を務めるかたわら、早稲田大学社会科学部でも非常勤講師も兼務した。また、2011年9月からの1年間は、知的財産法や紛争仲裁を専門とするイギリスのロンドン大学クイーン・メアリー校附属の商法研究センター (CCLS) にて客員研究員を務めた。2012年10月から2013年8月にはロンドン大学先端研究所 (SAS) 内の先端法研究所 (IALS) にて客員研究員を務めた。日本帰国後は明治大学准教授と早稲田大学非常勤講師に復籍したほか、2013年9月より早稲田大学大学院法学研究科でも非常勤講師となっている。
各種学会でも、イギリスを始めとした欧州の知的財産制度や国際仲裁に関する発表を多数行っている。

## 主な執筆活動

### 書籍
- 田村善之 (編)『論点解析 知的財産法』（第2版）商事法務、2011年。ISBN 978-4-7857-1846-6。 -- 共著担当ページ: 109-121, 233-244, 294-303, 367-381[9]
- 井田正道 (共編)、和田格 (共編)『情報リテラシーテキスト』培風館、2019年。ISBN 9784563015817。 -- 共著担当ページ: 第9章 (情報の利用と法を理解しよう) [10]

### 論文等
- 今村哲也「地理的表示（GI）制度をめぐる現状と課題」『ジュリスト1530号』2019年、81-86頁、CRID 1010003825428649491。
- 今村哲也「新法解説 平成30年著作権法改正の概要」『法学教室』第458号、有斐閣、2018年11月、57-63頁、CRID 1522543655902355968、ISSN 03892220。
- 今村哲也「欧州における隣接権制度の動向」『論究ジュリスト26号』知的財産権と憲法的価値 科学研究費助成事業、41-47頁、2018年。CRID 1010003825428649236。
- 「英国におけるサイトブロッキング法制とその運用状況について」（PDF）『知的財産戦略本部検証・評価・企画委員会 インターネット上の海賊版対策に関する検討会議』、首相官邸、2018年7月25日。[11]
- 「我が国の著作権者不明等の場合の裁定制度の現状とその課題について」『日本知財学会誌』第11巻第1号、一般社団法人日本知財学会、2014年9月20日。 -- 日本知財学会誌 優秀論文賞 平成27年受賞[12]